# Endéné Miyem
Nwal Endéné Miyem (Reims, 15 maggio 1988) è una cestista francese.
È la sorella di Essomé Miyem.

## Carriera
Con la Francia ha disputato tre edizioni dei Pallacanestro ai Giochi olimpici (Londra 2012, Rio de Janeiro 2016, Tokyo 2020), tre dei Campionati mondiali (2010, 2014, 2018) e sette dei Campionati europei (2009, 2011, 2013, 2015, 2017, 2019, 2021).